# Premi Goya 2022
La 36ª edizione dei premi Goya si è tenuta al Palau de les Arts Reina Sofia di Valencia il 12 febbraio 2022.

## Vincitori e candidati
Di seguito vengono riportati i vincitori (segnati in grassetto) e i candidati (in corsivo). 

### Miglior film
- Il capo perfetto (El buen patron)
- Madres paralelas
- Una donna chiamata Maixabel (Maixabel), regia di Icíar Bollaín
- Libertad

### Miglior regista
- Fernando León de Aranoa - Il capo perfetto
- Pedro Almodóvar - Madres paralelas
- Icíar Bollaín - Una donna chiamata Maixabel (Maixabel)
- Manuel Martín Cuenca - La hija

### Miglior attore
- Javier Bardem - Il capo perfetto
- Luis Tosar - Una donna chiamata Maixabel (Maixabel)
- Javier Guetiérrez - La hija
- Eduard Fernández - Open Arms - La legge del mare (Mediterráneo)

### Migliore attrice
- Blanca Portillo - Una donna chiamata Maixabel (Maixabel)
- Penélope Cruz - Madres paralelas
- Emma Suárez - Josefina
- Petra Martínez - La vida es eso

### Miglior attore non protagonista
- Urko Olazabal - Una donna chiamata Maixabel (Maixabel)
- Fernando Albizu - Il capo perfetto
- Celso Bugallo - Il capo perfetto
- Manolo Solo - Il capo perfetto

### Migliore attrice non protagonista
- Nora Navas - Libertad
- Sonia Almarcha - Il capo perfetto
- Aitana Sánchez-Gijón - Madres paralelas
- Milena Smit - Madres paralelas

### Miglior fotografia
- Open Arms - La legge del mare (Mediterráneo)
- Il capo perfetto
- Madres paralelas
- Libertad

### Premi speciali

#### Premio alla carriera
- Cate Blanchett - internazionale
- José Sacristan - spagnolo